# إنزيم الأدينوسين ثلاثي الفوسفات ثنائي فوسفاتاز
في علم الإنزيمات، إنزيم الأدينوسين ثلاثي الفوسفات (ATP) ثنائي فوسفاتاز (بالأنجليزية: ATP diphosphatase) (
ر.ت.إ

3.6.1.8

) هو إنزيم يحفز التفاعل الكيميائي
ثنائي الفوسفات + ATP + H2O {\displaystyle \rightleftharpoons } AMP
وبالتالي، فإن الركيزتين لهذا الإنزيم هما ATP وH2O، في حين أن ناتجين هما AMP وثنائي الفوسفات.
ينتمي هذا الإنزيم إلى عائلة الهيدرولازات، وتحديدًا تلك التي تعمل على أنهيدريدات الأحماض في أنهيدريدات التي تحتوي علي الفوسفور.
الاسم المنهجي لهذه الفئة من الإنزيمات هو ATP ثنائي فوسفوهيدرولاز (ATP diphosphohydrolase) (مكون ثنائي الفوسفات). يمكن أم يسمي أيضا أدينوسين ثلاثي فوسفات (ATP) بيروفوسفاتاز (ATP pyrophosphatase).
يشارك هذا الإنزيم في عملية أيض البيورين وأيض البايريميدين .